# Diopsiulus feae
Diopsiulus feae är en mångfotingart som beskrevs av Filippo Silvestri 1916. Diopsiulus feae ingår i släktet Diopsiulus och familjen Stemmiulidae. Inga underarter finns listade i Catalogue of Life.